# Ladislav Rychman
Ladislav Rychman, né à Prague le 9 octobre 1922 et mort dans cette ville le 1er avril 2007, est un réalisateur et scénariste tchécoslovaque et tchèque qui a tourné principalement des comédies musicales, dont les plus connues sont Starci na chmelu (en) (The Hop Pickers) (1964) et Dáma na kolejích (Lady on the Tracks) (1966). Il a aussi joué dans cinq films.

## Filmographie partielle
Ladislav Rychman a réalisé vingt-cinq films, principalement pour le cinéma.

### Comme réalisateur
- 1964 : Starci na chmelu (en) (The Hop Pickers)
- 1966 : Jak se koupe zena segment of Zločin v dívčí škole (Crime at the Girls School)
- 1966 : Dáma na kolejích (Lady on the Tracks)
- 1969 : Šest černých dívek aneb Proč zmizel Zajíc (Six Black-Haired Girls)
- 1984 : Babičky dobíjejte přesně! (cs)

### Comme acteur
- 1949 : La Longue Route (Daleká cesta)
- 1966 : Dáma na kolejích (Lady on the Tracks)